# Puente de Vallecas
Puente de Vallecas är en del av en befolkad plats i Spanien.   Den ligger i provinsen Provincia de Madrid och regionen Madrid, i den centrala delen av landet, i huvudstaden Madrid. Puente de Vallecas ligger 633 meter över havet och antalet invånare är 244 151.
Terrängen runt Puente de Vallecas är platt, och sluttar söderut. Runt Puente de Vallecas är det mycket tätbefolkat, med 4 670 invånare per kvadratkilometer. Närmaste större samhälle är Madrid, 4,3 km nordväst om Puente de Vallecas. Runt Puente de Vallecas är det i huvudsak tätbebyggt.